# ویشوتسه
ویشوتسه (به صربی: Viševce) یک منطقهٔ مسکونی در صربستان است که در ناحیه پچینیا واقع شده‌است. ویشوتسه ۹۲ نفر جمعیت دارد.